# Casa groazei (film din 2017)
Casa groazei (în engleză House of Fears) este un film american de groază din 2017 regizat de Ryan Little. Rolurile principale au fost interpretate de actorii Corri English, Sandra McCoy și Corey Sevier.  

## Prezentare
În timpul unei petreceri de Halloween, șase prieteni decid să meargă într-o casă bântuită numită Casa groazei (o atracție cu tematică de groază). Ei nu știu încă că se vor confrunta cu un blestem străvechi care nu lasă pe nimeni în viață...
Intriga se centrează în jurul unui obiect sinistru - o figurină din Africa care a ajuns în Casa groazei. Un demon a locuit în figurină, capabil să materializeze temerile care trăiesc în subconștientul uman. 

## Distribuție
- Corri English - Samantha
  - Alexandra Nibley - tânăra Samantha
- Sandra McCoy - Hailey
- Corey Sevier - Carter
- Michael J. Pagan - Devon
- Alice Greczyn - Candice
- Eliot Benjamin - Zane
- Kelvin Clayton - Hamadi
- K. Danor Gerald - Elias
- Brian Wimmer - Mark
- Shannon Engemann - Lynn

În plus, Jared Padalecki are o apariție cameo necreditată ca J.P., un tânăr la petrecere.

## Lansare
Filmul a fost lansat pe DVD de către Polychrome la 24 noiembrie 2009. Ulterior, a fost lansat de Synergetic Distribution la 9 martie 2010.

## Primire
Dread Central a dat filmului un scor de 1,5 din 5, criticând personajele fade ale filmului și lipsa de sperieturi.